# Zo Vader, Zo Zoon
Zo Vader, Zo Zoon was een Nederlands spelprogramma op de NCRV-televisie. Het programma liep met diverse tussenpozen van 1970 tot 2011.

## Format
Het programma draaide om het raden van de vader van een zoon uit een groep van vier personen. Een vast panel moest door middel van het stellen van vragen en het voorleggen van situaties en vergelijkingen tussen de antwoorden van de mogelijke vaders en de zoon proberen te raden zijn echte vader was. De eerste vragen werden gesteld door de presentator en de laatste vraag was een zogenaamde vrije vraag voor de panelleden.
De vaders waren aangeduid als vader A,B,C en D en hadden altijd een koptelefoon op zodat ze elkaars antwoorden niet konden horen. De presentator had daarvoor een knoppenpaneel tot zijn beschikking om muziek op de koptelefoons van de vaders te zetten.
Dan moesten de panelleden aangeven wie de vader was en stelde de presentator de vraag aan de zoon: "Wie is jouw echte vader", waarop de zoon zijn echte vader bekendmaakte. Daarna werd ook bekend gemaakt wie de andere drie vaders waren en wat hun relatie was met de zoon.
Er was geen sprake van grote prijzen. De zoon of dochter kreeg altijd een draagbare radio-cassetterecorder. Vanaf 2009, bij "Zo Vader Zo Puberzoon", was dit een mp3-speler.
Het programma kende verschillende variaties, waaronder een dochter van wie de vader geraden moest worden (Zo vader, Zo dochter), een zoon van wie de moeder geraden moest worden (Zo moeder, Zo zoon) of een dochter van wie de moeder geraden moest worden (Zo moeder, zo dochter).

## Geschiedenis
Gerard van den Berg heeft het programma vanaf het prille begin gepresenteerd. Ook na een pauze van zes jaar kwam hij in 1989 terug op de buis voor de presentatie. Toen in 1992 het programma opnieuw stopte verdween hij definitief van het scherm. Bij de herstart in 1994 nam Gregor Bak het stokje van Van den Berg over.
In 2002 werd de presentatie overgenomen door Paul de Leeuw. Hij vernieuwde het programma compleet door het raden van zoons en dochters naar de achtergrond te verplaatsen en het voornamelijk om hilariteit te laten draaien. Ook moest nu bijvoorbeeld het paard van Anky van Grunsven geraden worden. Deze veranderingen werden niet door iedereen in dank afgenomen, zeker niet door de NCRV. Nadat De Leeuw vanwege onenigheid over zijn andere show op non-actief werd gezet, werd Zo Vader, Zo Zoon stopgezet.
Eind december 2009/begin januari 2010 kwam het spelprogramma opnieuw op televisie bij de NCRV, nu onder de naam Zo Vader, Zo Puberzoon. Caroline Tensen presenteerde het programma. In het panel zaten Paulien Huizinga en Ali B. In tegenstelling tot vroeger waren er nu een ouder met vier zoons of dochters. Op 22 oktober 2011 werd het programma voor het laatst uitgezonden.

## Panel
Het panel heeft in het verleden uit verschillende personen bestaan, onder wie:
- Cor Bakker (2002)
- Barend Barendse (jaren 70)
- Bram Biesterveld (1977-1978)
- Willem Bol (1989-1991)
- Wim Bosboom (1992)
- Gerrit den Braber (jaren 70)
- Marion Broekhuizen (1970 en 1980)
- Marga Bult (1992)
- Bill van Dijk (1996)
- Anne van Egmond (1982)
- Marjol Flore (1979)
- Marlous Fluitsma (1992)
- Nelly Frijda (1998, 2000-2001)
- Jochem van Gelder (1998, 2000-2001)
- Gerda Havertong (1989-1991)
- Margriet Hermans (1996-1997)
- Minoesch Jorissen (1994-1995)
- Caroline Kaart
- Yvonne Keuls (1980)
- Tanja Koen
- Nell Koppen (1977)
- Nelleke van der Krogt (2002)
- Legien Kromkamp (1977)
- John Leddy (1997)
- Marie-Cécile Moerdijk
- Henk Molenberg (1977)
- Henk Mouwe (1994-1995)
- Dick Passchier (1979-1982, 1989-1991)
- Rien Poortvliet (1978-1982, eenmalig in 1990)
- Wim Ramaker (1980)
- Nen van Ramshorst (1982)
- Angela Schijf (2000-2001)
- Aart Staartjes
- Manon Thomas (1996-1997)
- Conny Vandenbos (1994-1995)
- Ellemijn Veldhuijzen van Zanten (1998)
- Ali B (2009-2012)
- Paulien Huizinga (2009-2012)

## Presentatie
De presentatie was in handen van:
- 1970-1983 & 1989-1992 Gerard van den Berg
- 1994-2002 Gregor Bak
- 2002 Paul de Leeuw
- 2009-2012 Caroline Tensen

In 1992 werd Van den Berg eenmalig vervangen door Herman Emmink als presentator, aangezien Van den Berg toen zelf als vader deelnemer was aan het spelletje.